# Sextonia pubescens
Espèce
Sextonia pubescens est une espèce de plantes à fleurs de la famille des Lauraceae.